# Reissner-Nordström-De-Sitter-Metrik
Die Reissner-Nordström-De-Sitter-Metrik (kurz RNdS-Metrik, {\displaystyle \Lambda >0}) und Reissner-Nordström-Anti-De-Sitter-Metrik (kurz RNAdS-Metrik, {\displaystyle \Lambda <0}) sind in der Allgemeinen Relativitätstheorie jeweils  Verallgemeinerungen der Reissner-Nordström-Metrik ({\displaystyle \Lambda =0}) unter zusätzlicher Berücksichtigung von dunkler Energie, beschrieben durch die kosmologische Konstante {\displaystyle \Lambda }. Außerhalb von Materie sind diese daher spezielle Elektrovakuumlösungen, also Lösungen der Einsteinschen Feldgleichungen mit dem elektromagnetischem Feldstärketensor als Quelle des Gravitationsfeldes und mit dunkler Energie.

## Formulierung
Mit der Masse {\displaystyle M}, der elektrischen Ladung {\displaystyle Q} und der kosmologischen Konstante {\displaystyle \Lambda } ist die Reissner-Nordström-(Anti)-De-Sitter-Metrik gegeben durch:
{\displaystyle \mathrm {d} ^{2}s=\left(1-{\frac {2M}{r}}+{\frac {Q^{2}}{r^{2}}}-{\frac {\Lambda }{3}}r^{2}\right)\mathrm {d} ^{2}t+\left(1-{\frac {2M}{r}}+{\frac {Q^{2}}{r^{2}}}-{\frac {\Lambda }{3}}r^{2}\right)^{-1}\mathrm {d} ^{2}r+r^{2}\mathrm {d} \Omega .}

## Singularitäten
Die Reissner-Nordström-(Anti)-De-Sitter-Metrik wird singulär (die entsprechende Matrixdarstellung nicht mehr invertierbar) für:
{\displaystyle f(r)=g_{tt}(r)=g_{rr}(r)^{-1}={\frac {\Lambda }{3}}r^{4}-r^{2}+2Mr-Q^{2}\;{\stackrel {!}{=}}\;0.}
Es gilt {\displaystyle f(0)<0}. Für {\displaystyle \Lambda <0}  (AdS) ist {\displaystyle \lim _{r\rightarrow \pm \infty }f(r)=-\infty }, womit aus dem Zwischenwertsatz keine Nullstelle gefolgert werden kann. Für geeignete Werte, etwa bei einer kleinen Masse {\displaystyle M}, einer großen Ladung {\displaystyle Q} und einer großen kosmologische Konstante {\displaystyle \Lambda }, gibt es überhaupt keine Nullstelle und die ganze Funktion ist negativ. Für {\displaystyle \Lambda >0} (dS) ist {\displaystyle \lim _{r\rightarrow \pm \infty }f(r)=\infty }, weshalb wegen des Zwischenwertsatzes mindestens eine Nullstelle für {\displaystyle r<0} gibt, welche jedoch aufgrund der physikalischen Bedeutung des Radius nicht relevant ist, und mindestens eine Nullstelle für {\displaystyle r>0}. Zudem gilt:
- {\displaystyle f'(r)={\frac {4\Lambda }{3}}r^{3}-2r+2M}
- {\displaystyle f''(r)=4\Lambda r^{2}-2}, also gibt es für {\displaystyle \Lambda <0} keinen Krümmungswechsel und für {\displaystyle \Lambda >0} zwei Krümmungswechsel bei {\displaystyle r=\pm {\sqrt {2/\Lambda }}}.